# Gabriella Contu
Gabriella Contu (Novara, Italia, 1974) es una periodista, escritora y guionista de cómics italiana.

## Biografía
Piamontesa de origen sardo, tras trabajar en el mundo del periodismo y de la cooperación social, en 2015 empezó a escribir guiones de historietas para la editorial Bonelli. Ha realizado historias de varios personajes de diferente género, escribiendo para Dylan Dog, Zagor, Tex, Dragonero y la colección Le Storie. Es la primera y hasta ahora única mujer en escribir historias de Tex y Zagor.
Junto a otros nueve escritores, en 1998 publicó NO, un libro dedicado a su ciudad, Novara, editado por Effedì.